# Never Let Me Go (canção de Florence and the Machine)
"Never Let Me Go" é uma canção da banda inglesa Florence and the Machine escrita por Florence Welch e Paul Epworth, que também ficou a cargo da produção. A faixa foi lançada em 30 de março de 2012 como o terceiro single do segundo álbum de estúdio da banda, Ceremonials (2011), através da Island Records.

## Performances ao vivo
Florence and the Machine adicionaram a música para a lista de sua segunda turnê mundial, a Ceremonials Tour (2011-12), onde a música foi realizada durante o bis dos concertos, juntamente com "No Light, No Light". Uma apresentação ao vivo da música foi incluída no álbum ao vivo da MTV Unplugged - A Live Album (2012), que foi gravado em dezembro de 2011.

## Lista de músicas
Download digital e limitado 12 "single
1. "Never Let Me Go"
2. "Never Let Me Go" (Clams Casino Remix)

## Gráficos e certificações

### Gráficos semanais
| Gráfico (2012)                   | Melhor Posição |
| -------------------------------- | -------------- |
| Austrália - (ARIA)               | 3              |
| Israel - (Media Forest)          | 9              |
| Reino Unido - (UK Singles Chart) | 82             |

### Gráficos de fim de ano
| Gráfico (2012)     | Posição |
| ------------------ | ------- |
| Austrália - (ARIA) | 30      |

### Certificações
| Região             | Certificação | Unidades Certificadas/Vendas |
| ------------------ | ------------ | ---------------------------- |
| Austrália - (ARIA) | 4× Platina   | 280,000^                     |